# Suzanne La Follette
Suzanne La Follette (* 24. Juni 1893; † 23. April 1983 in Stanford) war eine US-amerikanische Journalistin und Feministin.

## Leben
La Follette, Tochter des Politikers William La Follette und dessen Ehefrau Mary Tabor, wuchs im US-Bundesstaat Washington auf der väterlichen Farm in der Palouse am Ufer des Snake River heran. Später zog die Familie nach Pullman. La Follette studierte an der dortigen Washington State University. 1910 wurde der Vater ins US-Repräsentantenhaus in Washington, D.C. gewählt. Die Familie zog nach Mount Pleasant (Washington, D.C.). La Follette schloss ihre Studien 1915 an der Trinity Washington University ab.
Von 1920 bis 1970 lebte Suzanne La Follette in New York – zumeist im Chelsea Hotel. Bis 1924 gab sie zusammen mit Albert Jay Nock die libertäre Wochenzeitschrift The Freeman heraus. Danach schrieb Suzanne La Follette Gedichte und Essays – auch über Kunst. Das wurde 1935 mit einem Guggenheim-Stipendium belohnt.
Als Sekretärin John Deweys in der Dewey-Kommission reiste sie zur Überprüfung des Moskauer Prozesses gegen Leo Trotzki nach Mexiko. Bereits seit 1917 hatte Suzanne La Follette die Ereignisse in Russland mit Interesse verfolgt. Dem nicht genug. Während Kerenski in New York wohnte, nahm sie regen Anteil am Geschick der russischen Exilanten.
In den New Yorker Jahren blieb sie bei allen schriftstellerischen Aktivitäten dem Journalismus treu. So versuchte sie in den 1950er Jahren eine Wiedergeburt des Freeman und kollidierte dabei – selbst als Antikommunistin – mit dem mächtigen Widerpart McCarthy. Partei ergriffen hat Suzanne La Follette ihr Leben lang – ob nun in der Liga für Chancengleichheit der Frauen oder als Gründungsmitglied der Conservative Party of New York State. Prinzipienfestigkeit galt als ihr Markenzeichen. Beispiel dafür ist anno 1964 ihre Haltung zur Frage des Schwangerschaftsabbruchs in Buckleys Partei.
Den Lebensabend verbrachte Suzanne La Follette im kalifornischen Palo Alto. Die letzte Ruhe fand sie in Colfax (Washington) im Grab der Familie La Follette.

## Werke (Auswahl)
- The modern Mæcenas. Essay in The American Mercury Jg. 1925
- Concerning women. New York 1926 (online – Internet Archive)
- Art in America. New York 1929 (online – Internet Archive)